# Le Sermon aux oiseaux
Pour plus de détails, voir Fiche technique et Distribution.
Le Sermon aux oiseaux (Die Vogelpredigt oder Das Schreien der Mönche) est un film suisse réalisé par Clemens Klopfenstein et sorti en 2005. Il réunit des éléments de comédie, de satire et de film d'horreur et aborde les problèmes de la création cinématographique suisse.
Le titre fait référence au sermon aux oiseaux de Saint François d'Assise (1181-1226).

## Synopsis
L'acteur Max et le musicien Polo sont en route vers le sud en voiture. Ils veulent rencontrer le réalisateur Clemens Klopfenstein, dit « Klopfi », en Italie pour lui présenter le projet de film de Max. Ils ne savent pas si Klopfenstein sera là et s'il les recevra - Max lui a certes écrit une lettre, mais le réalisateur n'est pas joignable par téléphone. Max et Polo souhaitent réaliser un film grand public avec « du sexe et de la violence », « qui plaise au public ». Max espère pouvoir enfin jouer « des personnages importants dans des situations importantes, qui font quelque chose d'important », plutôt que des personnages comme le concierge et le cultivateur de géraniums. Tous deux sont plutôt de mauvaise humeur : Polo s'énerve contre le mixage de son nouveau CD, Max se plaint des difficultés qu'un acteur rencontre pour trouver un logement.
En chemin, Max Polo décrit sa vision du film qu'il prévoit de tourner, un drame plein d'action dans le désert africain. Entre-temps, il se laisse aller à des rêveries dans lesquelles apparaît toujours la même jeune femme, une caissière travaillant dans un magasin Migros à Berne. Une panne rend la poursuite du voyage impossible. Alors que Max est à nouveau plongé dans une rêverie, il tombe dans la rue et se blesse à la tête. Tous deux sont accueillis dans un couvent de femmes italiennes, où Max est soigné. L'infirmière a également le visage de la « femme de rêve » de Max. Par une petite fenêtre, Polo et Max aperçoivent un moine qui répète un monologue anticapitaliste et chrétien dans l'église - « Le capital doit être détruit et condensé avec le sang du Christ ». Une Pietà vivante trône en hauteur, avec Ursula Andress en madone. Le moine désespère de son monologue et implore en vain la Madone de l'aider.
Max et Polo continuent leur chemin à pied. Après une marche à travers un paysage de montagne enneigé, ils arrivent dans la Valle Umbra, où ils espèrent trouver le réalisateur. Ils montent dans un bus qui emmène les touristes dans la forêt où François d'Assise aurait prononcé son sermon sur les oiseaux et qui les dépose près de la maison de Klopfenstein. Lorsqu'ils arrivent chez Klopfenstein, les deux parties sont d'abord plutôt consternées : Max et Polo trouvent le réalisateur étrangement sauvage avec sa barbe envahissante et sa maison dangereusement délabrée, tandis que Klopfenstein ne réagit qu'en se grattant la tête au projet de film d'action avec des courses-poursuites à travers l'Afrique que Max leur a immédiatement présenté avec enthousiasme.
Klopfenstein invite Max et Polo à dîner. Comme matériel pour allumer la cheminée, il utilise les pages d'un scénario intitulé Le moine au clair de lune. Max y retrouve la scène que Polo et lui avaient observée au monastère. Au cours du repas, Klopfenstein trouve des mots gentils et réservés pour le projet de Max, mais voit un problème dans le fait de s'attaquer déjà à un nouveau grand projet de film, alors qu'il vient de travailler quatre ans sur un tel projet. Ursula Andress et Mathias Gnädinger auraient participé, il aurait également reçu des subventions de l'aide au cinéma, mais le projet sur Monastères, capitalisme, consumérisme aurait échoué à cause des coûts. Max et Polo ne croient pas aux « films de monastères » et s'insurgent contre les cinéastes suisses qui se font financer par l'État des films que personne ne veut voir. Klopfenstein n'a qu'à écrire des poèmes s'il veut faire de l'art — il répond qu'il n'y a justement pas de soutien fédéral à la poésie. Un rire général accueille ses paroles.
Dans un dialogue rêvé avec son acteur Gnädinger, Klopfenstein se plaint de ne pas trouver d'acteur pour le rôle de François d'Assise. À la suite d'une proposition de Gnädinger, Klopfenstein se rend le lendemain matin dans la forêt avec Max et Polo pour faire des essais. Ils récitent le sermon de François sur les oiseaux. Klopfenstein disparaît dans la forêt pour faire un plan large depuis un rocher. Comme il ne réapparaît pas, Max et Polo se lancent à sa recherche et errent dans la forêt dans leurs habits de moines, en appelant Klopfenstein. Ils passent la nuit dans la forêt. Le lendemain, alors qu'ils tombent sur les ruines d'une église dans la forêt, Max aperçoit dans une fresque érodée « celle de la Migros », la femme de ses rêves. Ils trouvent la caméra de Klopfenstein et des vêtements ensanglantés - le film dans la caméra documente dans le style found footage comment Klopfenstein a été victime d'une attaque de loups dans la forêt.
Max et Polo reviennent en marchant à travers le paysage de montagne. Polo est déçu, amer et n'a qu'une envie : rentrer chez lui, tandis que Max tente de l'encourager - il connaît un réalisateur finlandais au Portugal, ils vont maintenant lui rendre visite.

## Fiche technique
- Titre français : Le Sermon aux oiseaux[1] ou Le Défi de Saint-François[2]
- Titres originaux : Die Vogelpredigt oder Das Schreien der Mönche[3],[4],[5],[6]
- Réalisation : Clemens Klopfenstein
- Scénario : Clemens Klopfenstein
- Photographie : Clemens Klopfenstein
- Montage : Remo Legnazzi (de), Lorenz Klopfenstein
- Musique : Ben Jeger (de), Polo Hofers SchmetterBand
- Costumes : Sibyll Welti
- Production : Clemens Klopfenstein
- Studio de production : Ombra Film
- Pays de production :  Suisse
- Langue originale : suisse allemand
- Format : couleurs - 35 mm
- Genre : Comédie horrifique
- Durée : 88 minutes
- Dates de sortie :
  - Suisse alémanique : 19 mai 2005

## Distribution
- Polo Hofer
- Sabine Timoteo : la fille du rêve
- Max Rüdlinger (de)
- Mathias Gnädinger (de)
- Ursula Andress : la madone
- Clemens Klopfenstein
- Lukas Tiberio Klopfenstein : Jésus-Christ